# 午夜后的一小时
《午夜后的一小时》（德語：Eine Stunde hinter Mitternacht）是赫爾曼·黑塞於1899年夏天由歐根·迪德里希出版社出版的包含九個粗略“散文研究”的詩歌集。在此書中，黑塞講述了他的“藝術家夢境”。